# Otto Hofmann
Otto Ludwig Karl Adam Hofmann (16 de Março de 1896 – 31 de Dezembro de 1982) foi um SS-Obergruppenführer e director do Rasse-und Siedlungshauptamt der SS (RuSHA). Foi um dos participantes da Conferência de Wannsee. Apesar de ter sido condenado a 25 anos de prisão por crimes de guerra em 1948, foi perdoado a 7 de Abril de 1954. Depois de sair, trabalhou como funcionário administrador até à sua morte em 1982.